# Divci (Valjevo)
Divci (serbisches-kyrillisch: Дивци) ist ein Dorf in Westserbien.

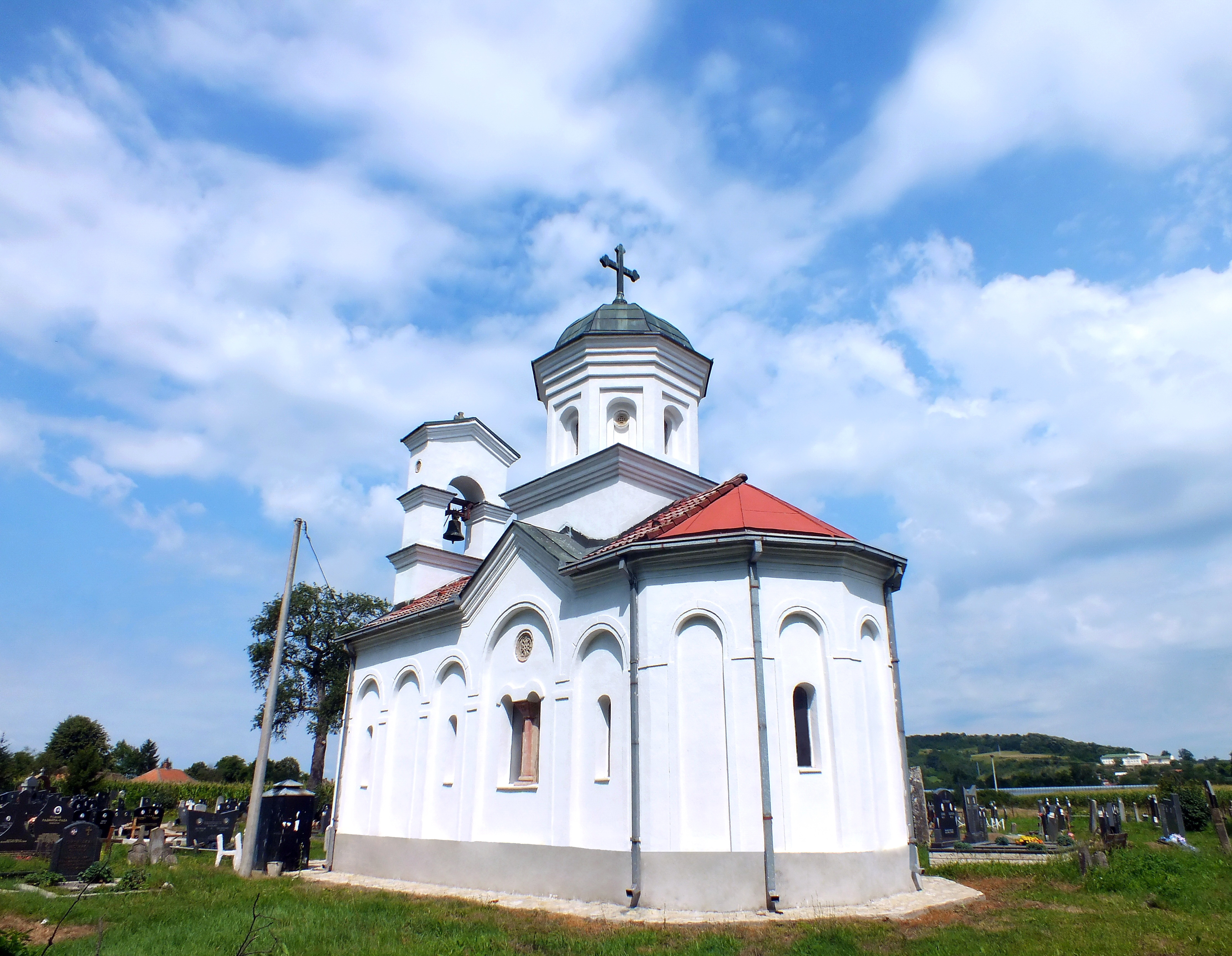
Die Serbisch-orthodoxe Friedhofskapelle Hl. Georg

## Geographie und Bevölkerung
Das Dorf liegt in der Opština Valjevo, im Okrug Kolubara in Westzentralserbien. Divci hatte bei der Volkszählung 2011 640 Einwohner, während es 2002 717 Bewohner waren.
Die Einwohnerzahl von Divci pendelt von 1948 bis 2011 zwischen 640 und 793 Bewohnern. Die Bevölkerung setzt sich aus Serben zusammen. Zudem leben in Divici auch drei slawische Mazedonier, und ein Jugoslawe. Das Dorf besteht aus 217 Haushalten. Divci ist 12 km nordöstlicher Richtung von der Okrugshauptstadt Valjevo entfernt.
Bei Divci liegt der Flughafen Valjevo ein kleiner Flughafen für Sportflugzeuge. Divci liegt an den Ufern der Kolubara.

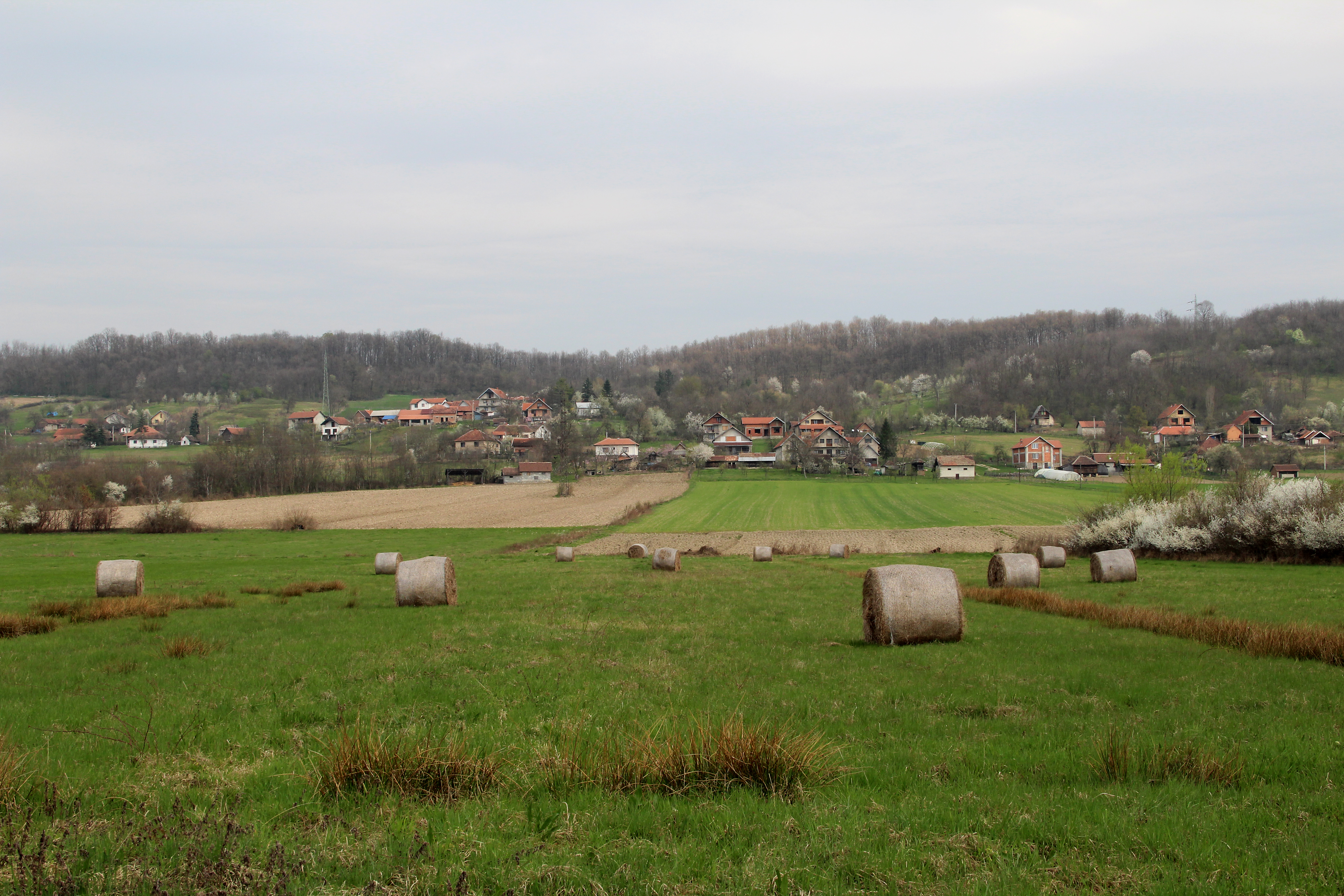
Divci – Panorama
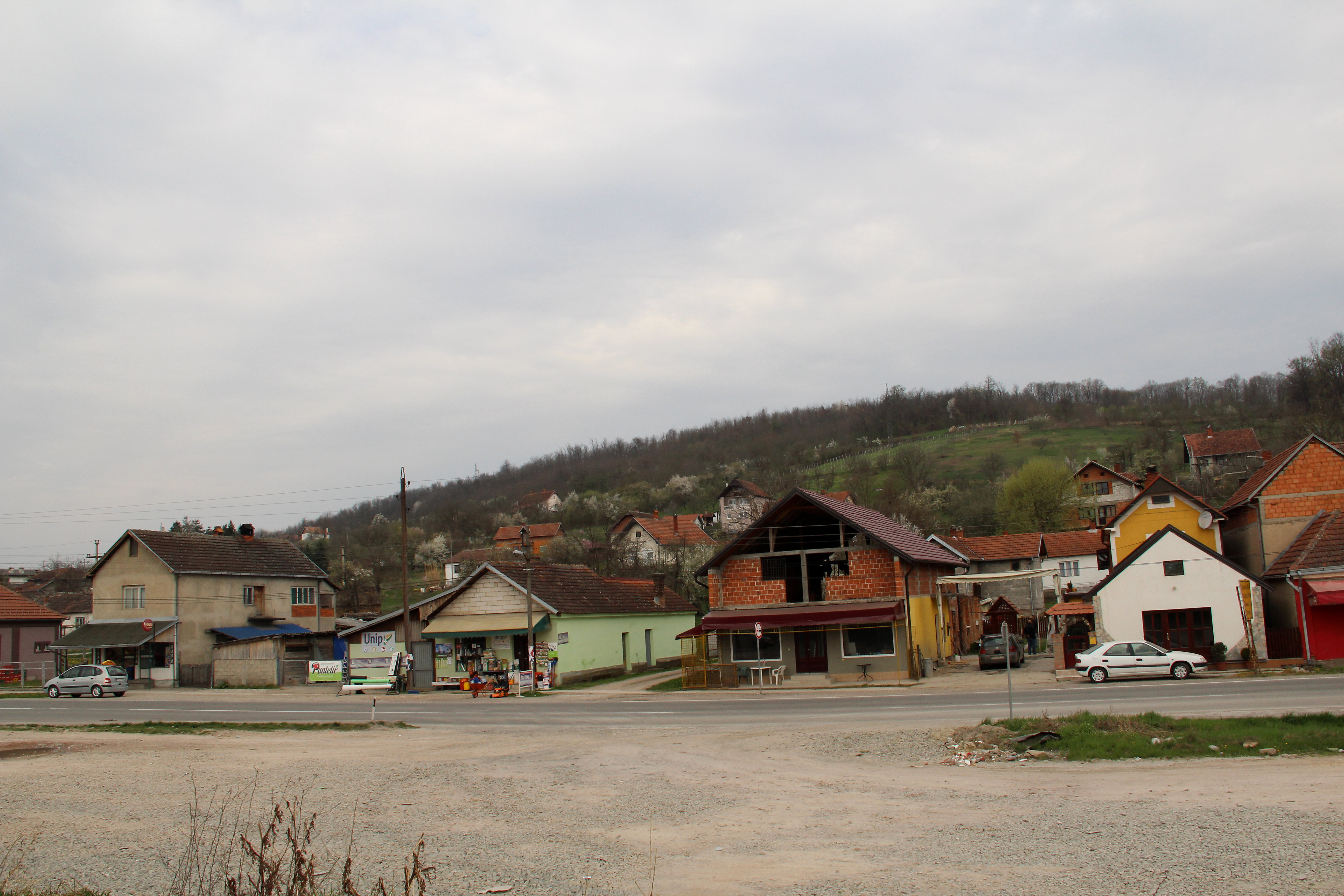
Divci – Panorama – Zentrum
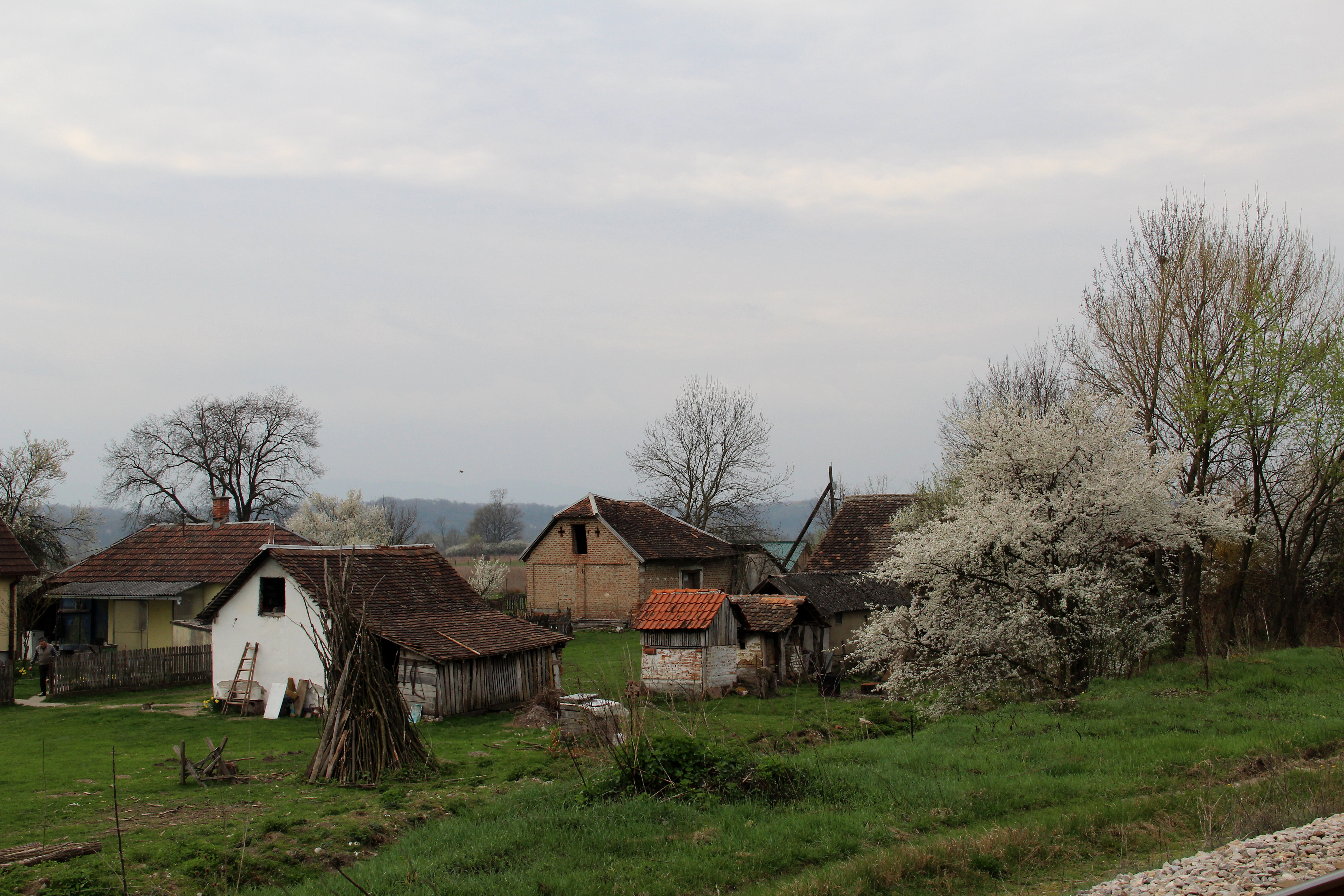
Divci – Landhaus
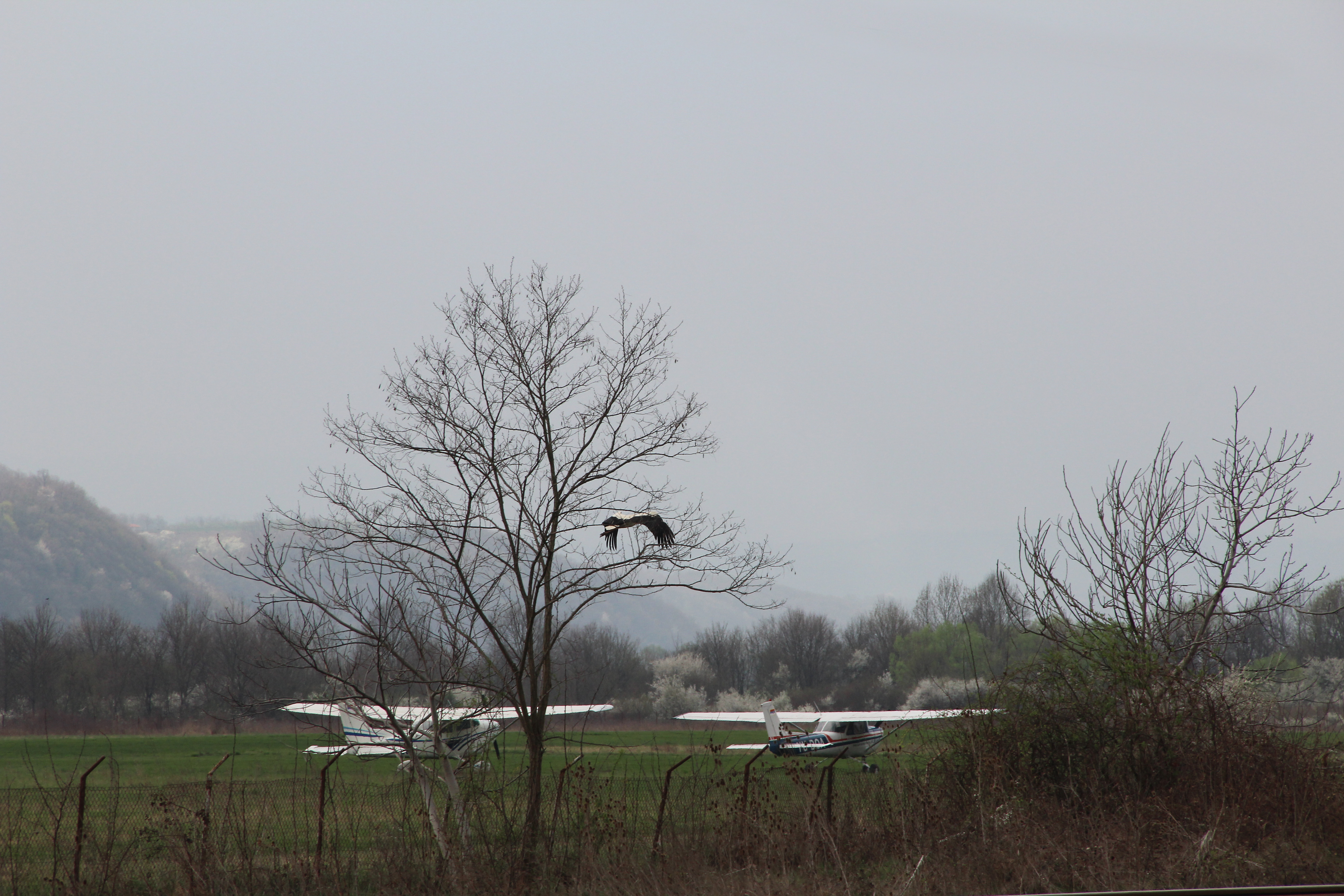
Divci – Sport-Flughafen
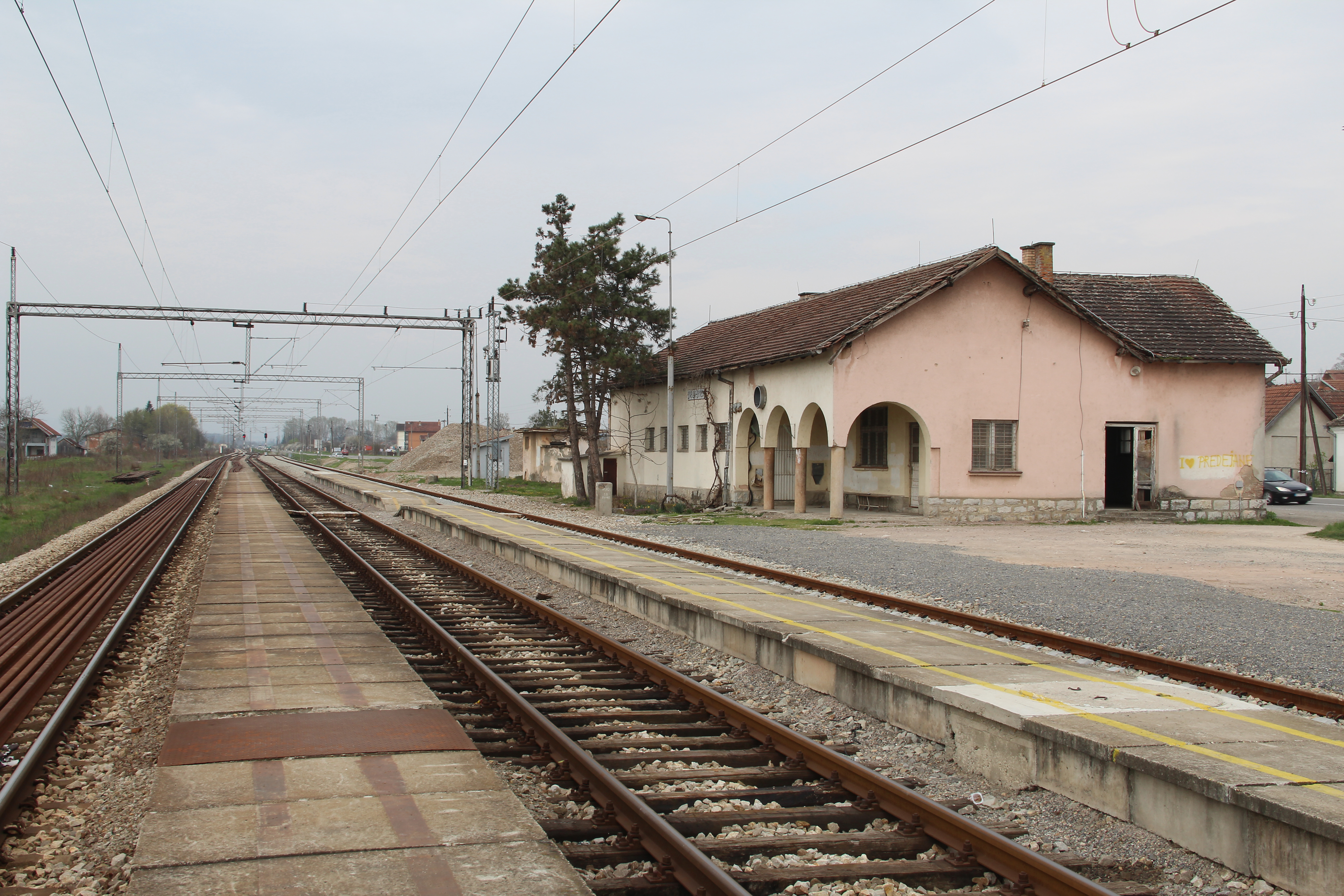
Divci – Bahnhof

### Demographie
| Jahr | Einwohnerzahl |
| ---- | ------------- |
| 1948 | 641           |
| 1953 | 702           |
| 1961 | 766           |
| 1971 | 714           |
| 1981 | 793           |
| 1991 | 730           |
| 2002 | 717           |
| 2011 | 640           |

## Religion
Die Bevölkerung des Ortes bekennt sich zur Serbisch-orthodoxen Kirche. In Divci steht die Serbisch-orthodoxe Friedhofskapelle Hl. Großmärtyrer Georg. Die Kapelle gehört zur Pfarrei Rabrovica im Dekanat Valjevo I der Eparchie Valjevo der Serbisch-orthodoxen Kirche.